# Vriesea guttata
Vriesea guttata är en gräsväxtart som beskrevs av Jean Jules Linden och Éduard-François André. Vriesea guttata ingår i släktet Vriesea och familjen Bromeliaceae. Inga underarter finns listade i Catalogue of Life.